# Kolej linowo-terenowa na Gubałówkę
Kolej linowo-terenowa na Gubałówkę – całoroczna kolej linowo-terenowa z Zakopanego na Gubałówkę, na Pogórze Spisko-Gubałowskie. Producentem pierwszych wagonów był Von Roll Berno ze Szwajcarii, natomiast obecnie eksploatowanych Garaventa i Mostostal Czechowice. Operatorem kolei są Polskie Koleje Linowe S.A.

## Historia
Kolej linowo-terenowa „Gubałówka” zbudowana została na zlecenie Ligi Popierania Turystyki, jako druga w Polsce po kolei linowo-terenowej „Góra Parkowa” w Krynicy-Zdroju. Budowę rozpoczęto w lipcu, a uruchomiono 20 grudnia 1938, po zaledwie 168 dniach budowy.
Ostatnią całkowitą modernizację zakończono 15 grudnia 2001. Jest to kolej z dwoma wagonami, na jednym torze z mijanką pośrodku trasy. Nowoczesne wagony z przeszklonym dachem umożliwiają podczas przejazdu oglądanie panoramy Tatr.
Tabor kolei sprzed modernizacji w 2001 został wykorzystany do adaptacji dawnego wyciągu szybowcowego i budowy kolei linowo-terenowej „Żar” z Międzybrodzia Żywieckiego.

## Dane techniczne
| Kolej linowo-terenowa                 | na Gubałówkę |
| ------------------------------------- | ------------ |
| Długość trasy [m]                     | 1307         |
| Poziom stacji dolnej [m n.p.m.]       | 822          |
| Poziom stacji górnej [m n.p.m.]       | 1121         |
| Różnica poziomów [m]                  | 299          |
| Liczba wagonów                        | 2            |
| Liczba miejsc w wagonie               | 120          |
| Zdolność przewozowa [osób na godzinę] | 2000         |

## Galeria

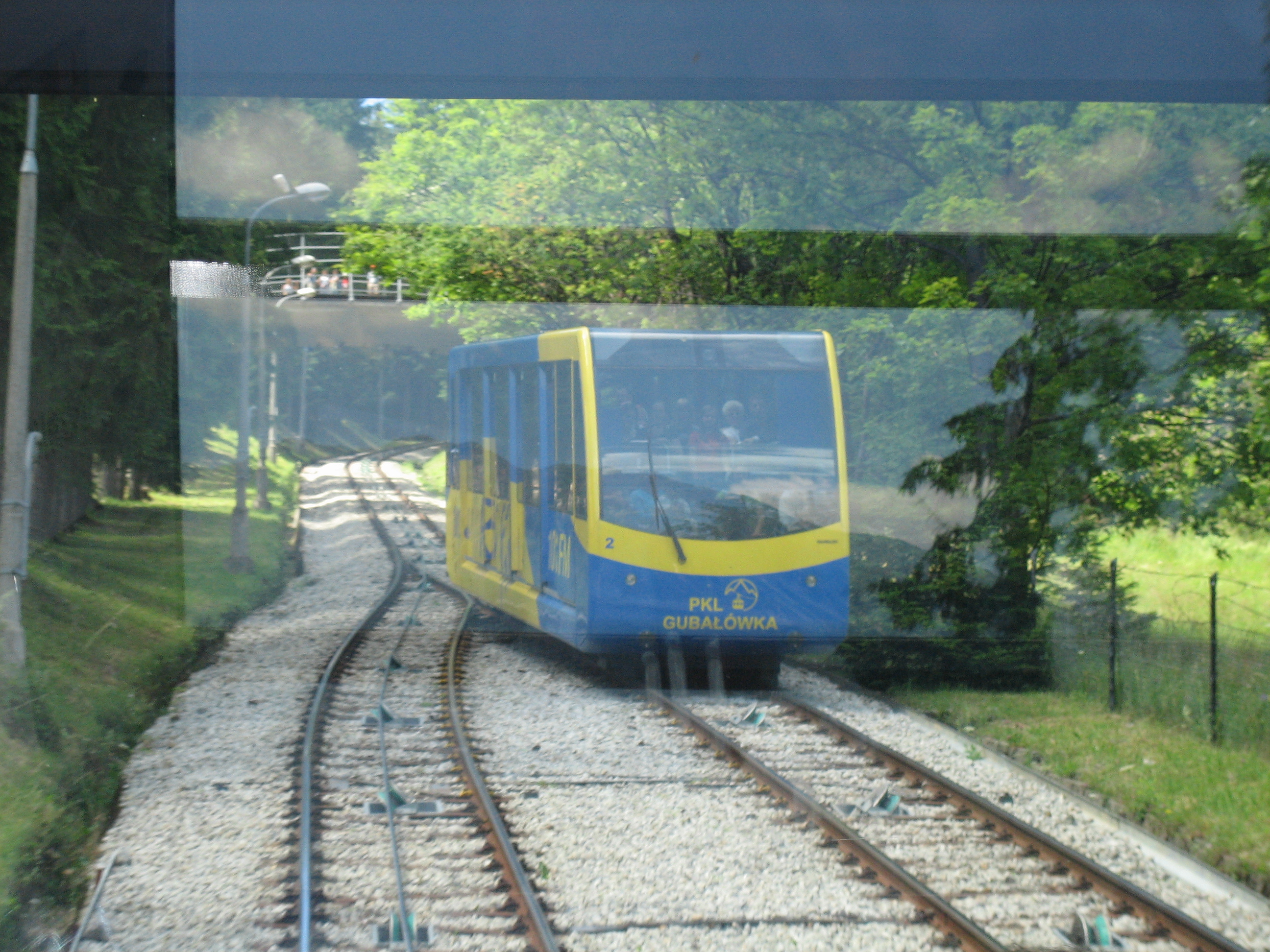
Widok z wagonika
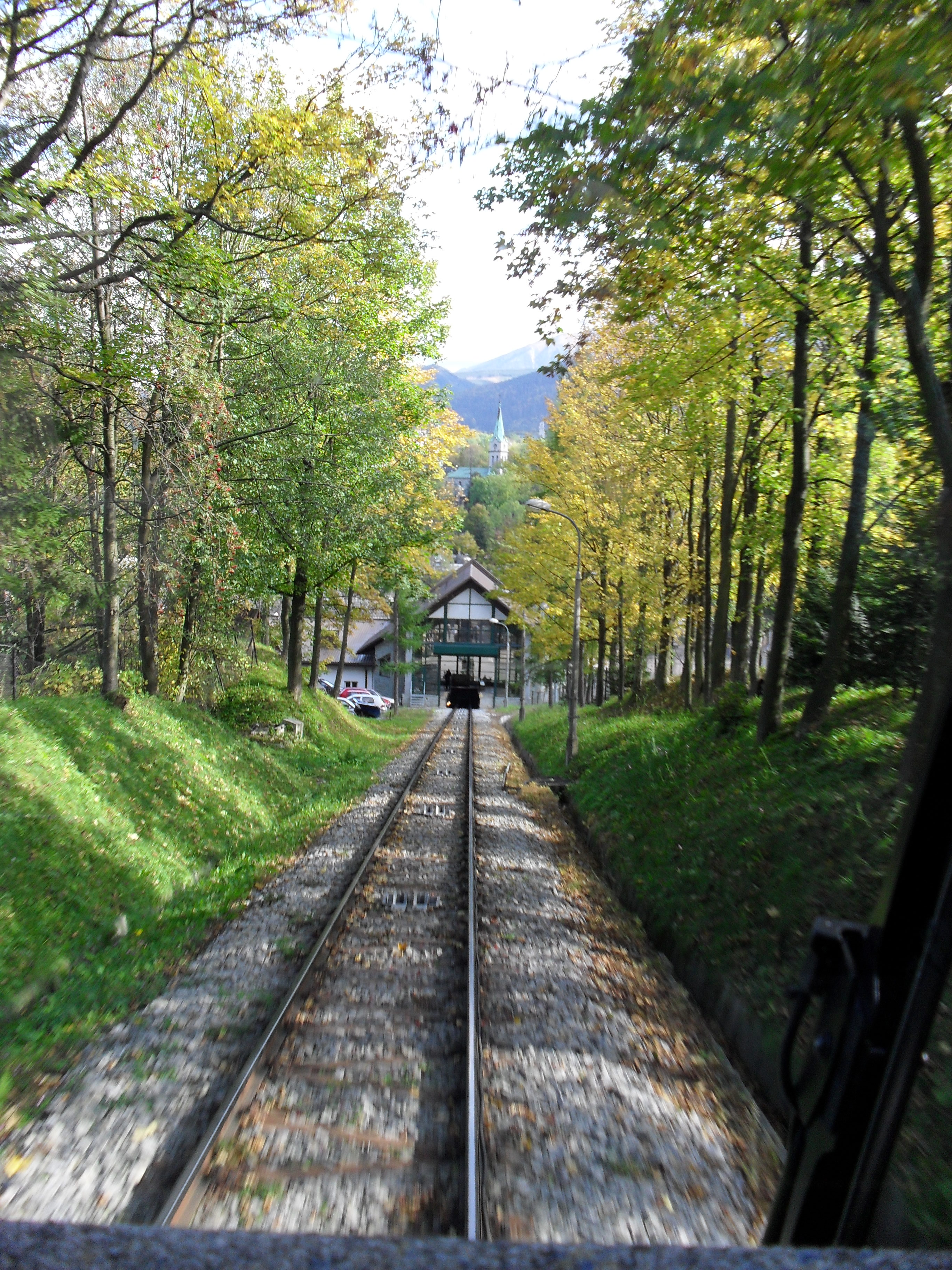
Widok w dół w kierunku stacji dolnej
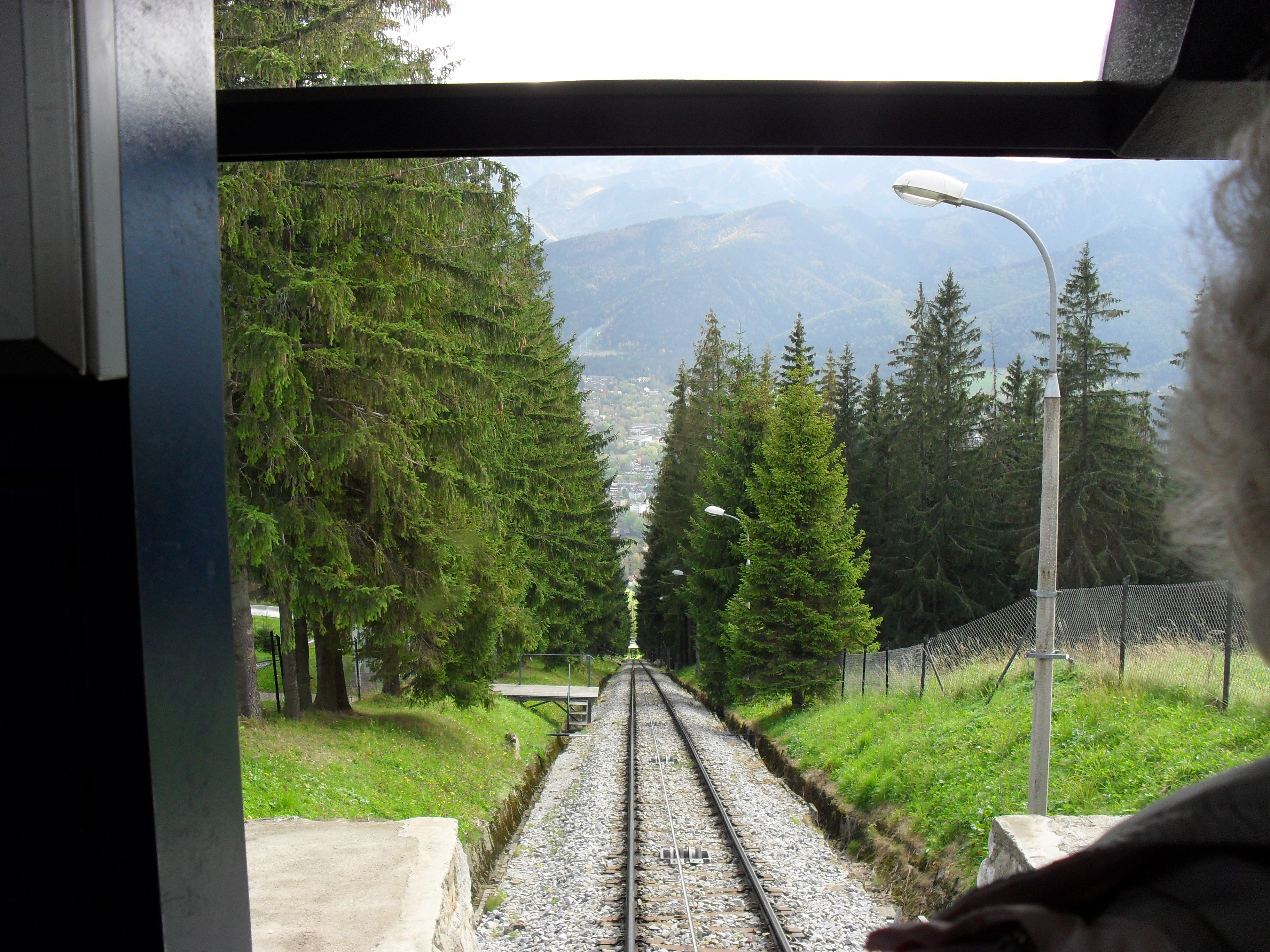
Widok w dół trasy
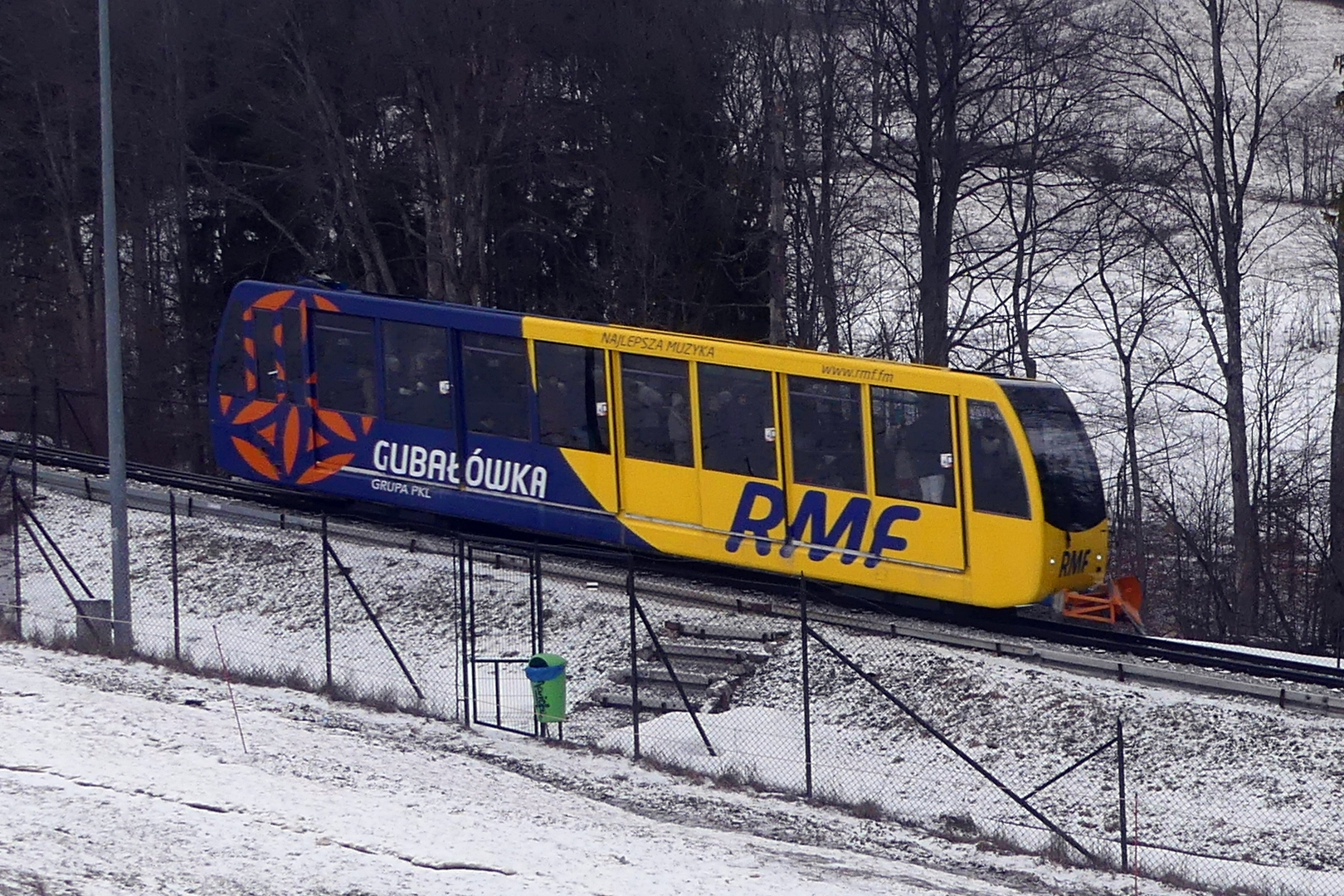
Wagonik kolejki na trasie